# 基组
量子化学中的基组是用于描述体系波函数的若干具有一定性质的函数。基组是量子化学从头计算的基础，在量子化学中有着非常重要的意义。基组的概念最早脱胎于原子轨道，随着量子化学的发展，基组的概念已经大大扩展，现已不局限于原子轨道的原始概念。在量子化学计算中，根据体系的不同，需要选择不同的基组，构成基组的函数越多，基组便越大，计算的精度也越高，计算量也随之增大。

## 斯莱特型基组
斯莱特型基组形式为：
斯莱特型基组是比较原始的基组，函数形式满足接近原子核的cusp条件，但难以计算多中心双电子积分。随着高斯型基组的引进，斯莱特型基组在以波函数为基础的计算方法(HF及Post-HF)中很少使用。在密度泛函理论中，因为计算方式的不同，仍然有一定的用途，如ADF程序包支持斯莱特型基组。

## 高斯型基组
高斯型基组用高斯函数替代了原来的斯莱特函数，其形式如下：
由於高斯型函数屬於二次方函數，因此可以将三中心和四中心的双电子积分轻易转化为二中心的双电子积分，因而可以藉由中心之轉換減少計算的次數以加快計算的速度，但是高斯型函数並無法正確表示靠近原子核附近波函数的波函數狀況，因此直接使用高斯型函数构成基组的精度不及斯莱特型基组。
例如:可以氫原子的STO-3G之高斯型基组為例子，STO-3G代表利用3個高斯型基组做線性組合，來近似1個斯莱特型基组。

## 压缩高斯型基组
压缩高斯基组是用压缩高斯型函数构成的量子化学基组。为了弥补高斯型函数在{\displaystyle {\vec {r}}=0}处行为的巨大差异，量子化学家使用多个高斯型函数进行线性组合，以组合获得的新函数作为基函数参与量子化学计算，这样获得的基组一方面可以较好地模拟原子轨道波函数的形态，另一方面可以利用高斯型函数在数学上的良好性质，简化计算。压缩高斯型基组是目前应用最多的基组，根据研究体系的不同性质，量子化学家会选择不同形式的压缩高斯型基组进行计算。

### 最小基组
最小基组又叫STO-NG基组，STO是斯莱特型原子轨道的缩写，NG表示每个斯莱特型原子轨道是由N个高斯型函数线性组合获得。STO-2G基组是规模最小的压缩高斯型基组。其中高斯型函数的指数和线性组合系数通过对原子进行HF方程进行自洽场计算，得到最低能量。
STO-NG基组规模小，计算精度差，虽然计算量最小，但随着计算机速度的提高，已经很少被使用。

### 劈裂价键基组
要提高量子化学计算精度，必须加大基组的规模，即增加基组中基函数的数量，增大基组规模的一个方法是劈裂原子轨道，也就是使用多个基函数来表示一个原子轨道。
劈裂价键基组就是应用上述方法构造的较大型基组，所谓劈裂价键就是将价层电子的原子轨道用两个或以上基函数来表示。常见的劈裂价键基组有3-21G、4-21G、4-31G、6-31G、6-311G等，在这些表示中前一个数字用来表示构成内层电子原子轨道的高斯型函数数目，“-”以后的数字表示构成价层电子原子轨道的高斯型函数数目。如6-31G所代表的基组，每个内层电子轨道是由6个高斯型函数线性组合而成，每个价层电子轨道则会被劈裂成两个基函数，分别由3个和1个高斯型函数线性组合而成。
劈裂价键基组能够比STO-NG基组更好地描述体系波函数，同时计算量也比最小基组有显著的上升需要根据研究的体系不同而选择相应的基组进行计算。
例如:6-31G(H轨道1s,2s;C,N,O,F轨道1s,2sp,3sp)，6-311G(H轨道1s,2s,3s;C,N,O,F轨道1s,2sp,3sp,4sp)。

### 极化基组
劈裂价键基组不能较好地描述电子云的变型等性质，为了解决这一问题，方便强共轭体系的计算，量子化学家在劈裂价键基组的基础上引入高角动量函数，构成了极化基组。
所谓极化基组就是在劈裂价键基组的基础上添加更高角动量所对应的基函数，如在第一周期的氢原子上添加p轨道波函数，在第二周期的C原子上添加d轨道波函数，在过渡金属原子上添加f轨道波函数等等。这些新引入的基函数虽然经过计算没有电子分布，但是实际上会对内层电子构成影响，因而考虑了极化基函数的极化基组能够比劈裂价键基组更好地描述体系。
极化基组的表示方法基本沿用劈裂价键基组，所不同的是需要在劈裂价键基组符号的后面添加*号以示区别，如6-31G**就是在6-31G基组基础上扩大而形成的极化基组，两个*符号表示基组中不仅对重原子添加了极化基函数，而且对氢等轻原子也添加了极化基函数
也可以用(ho,lo)的型式来表示基组的极化函数,其中ho表示重原子的极化函数选取，lo表示轻原子极化函数选取。如，(3df, 3pd)比表示对重原子添加3个d型的和1个f型基函数，而对轻原子添加3个p型和1个d型的基函数。
例如:6-31G**(H轨道1s,2s,2p;C,N,O,F轨道1s,2sp,3sp,3d)，6-311G**(H轨道1s,2s,2p,3s;C,N,O,F轨道1s,2sp,3sp,3d,4sp)。

### 弥散基组
弥散基组是对劈裂价键基组的另一种扩大。在高斯函数{\displaystyle \phi _{1s}^{GF}(\alpha ,{\vec {r}}-{\vec {R_{A}}})=\left({\frac {2\alpha }{\pi }}\right)^{\frac {3}{4}}exp\left(-\alpha |{\vec {r}}-{\vec {R_{A}}}|^{2}\right)}中，变量α对函数形态有极大的作用，当α的取值很大时，函数图像会向原点附近聚集，而当α取值很小的时候，函数的图像会向着远离原点的方向弥散，这种α很小的高斯函数被称为弥散函数。所谓弥散基组就是在劈裂价键基组的基础上添加了弥散函数的基组，这样的基组可以用于非键相互作用体系的计算。

### 高角动量基组
高角动量基组是对极化基组的进一步扩展，它在极化基组的基础上进一步添加高能级原子轨道所对应的基函数，这一基组通常用于在电子相关方法中描述电子间相互作用。